# Bang Gang – Die Geschichte einer Jugend ohne Tabus
Bang Gang – Die Geschichte einer Jugend ohne Tabus ist ein 2015 erschienener französischer Spielfilm von Eva Husson.

## Handlung
In einem Landhaus in Biarritz findet eine sexuell freizügige Party mit Jugendlichen statt.
Der Film springt zwei Monate zurück: Die 16-jährige Laetitia und ihre beste Freundin George gehen auf dieselbe Schule. Eines Sommerabends treffen sie sich mit ihren Mitschülern am Meer, doch Laetitia wird von ihrem kontrollsüchtigen Vater drangsaliert, weil sie anschließend zu spät nach Hause kommt. Dennoch nehmen Laetitia und George am nächsten Tag eine Einladung ihres 17-jährigen Mitschülers Alex zu einem Treffen in seinem Haus an, zu dem auch sein bester Freund Nikita kommt. Alex’ Eltern leben getrennt, und seine Mutter ist für neun Monate für Ausgrabungen nach Marokko verreist, sodass er das Landhaus für sich allein hat. Alex und George kommen sich nahe und haben schließlich Geschlechtsverkehr vor den Augen von Laetitia und Nikita.
Die beiden Freundinnen besuchen den gleichaltrigen Gabriel, einen Nachbarn und früheren Jugendfreund von Laetitia, der in seiner Freizeit Musik macht. Er meidet Gruppen und muss seiner Mutter bei der Pflege seines behinderten Vaters helfen.
Nikita zieht zu Alex, der kein Interesse an einer dauerhaften Beziehung mit George hat, weswegen sie ihn für schwul hält. Er hält in seinem Landhaus eine große Party für seine Bekannten ab, bei der er mit Laetitia den Beischlaf ohne Kondom vollzieht und sie dabei filmt. George, die auch zu der Party gekommen ist, fühlt sich von Laetitia verraten und animiert die Partygäste unter dem Einfluss von Betäubungsmitteln zu einer Art Flaschendrehen, bei dem die Auserwählten sexuelle Handlungen vornehmen. Sie nennt dieses Spiel „Bang Gang“.
Nikita richtet im sozialen Netzwerk „Playtime“ einen Bereich ein, in dem die freizügigen Fotos und Videos der Party, inklusive des Sexvideos von Laetitia und Alex, hochgeladen werden.
In der nächsten Zeit finden mehrere solcher „Bang Gang“-Partys mit Drogen und enthemmtem Sex im Landhaus von Alex statt, ohne dass George eingeladen ist. Laetitia lädt schließlich Gabriel und auch George ein. Letztere erscheint, will aber mit Laetitia nichts zu tun haben. Als sie sieht, wie ein unbekanntes Mädchen Alex einen Blowjob gibt, flüchtet sie in den Drogenkonsum. Im Rausch spürt sie Hitze und Glück und schläft mit allen anwesenden Jungs. Als Gabriel erscheint, verführt sie auch ihn und beide verlassen anschließend gemeinsam die Party.
Am nächsten Tag erscheint ein Sexvideo von George auf YouTube und verbreitet sich unter ihren Mitschülern. Gabriel besucht George und verspricht, den Hochlader zu finden und ihn zu zwingen, das Video zu löschen, was er auch schafft. Alex wirft Nikita aus dem Haus.
George hat sich jedoch die Syphilis eingefangen. Als sie im Krankenhaus über die „Bang Gang“-Partys auspackt, muss die gesamte Schule zu einem Test. Es gibt mehrere Infizierte, die eine Penicillinespritze erhalten. Gabriel hat Gonorrhoe. Sein Vater stört sich besonders an der Belanglosigkeit seines Treibens. Georges Mutter möchte ihre Tochter in ein Internat geben. Alex geht zu seiner Mutter nach Marokko. Bei Laetitia wurde darüber hinaus eine Schwangerschaft festgestellt, die abgebrochen wird.
Gabriel und George ziehen nach Berlin, wo sie zusammen leben.

## Synchronisation
| Rolle           | Darsteller        | Synchronsprecher        |
| --------------- | ----------------- | ----------------------- |
| Alex            | Finnegan Oldfield | Jesse Grimm             |
| George          | Marilyn Lima      | Leoni Kristin Oeffinger |
| Laetitia        | Daisy Broom       | Katharina von Keller    |
| Gabriel         | Lorenzo Lefèbvre  | Tim Kreuer              |
| Nikita          | Fred Hotier       | Timo Kinzel             |
| Gabriels Mutter | Olivia Lancelot   | Tanja Dohse             |
| Gabriels Vater  | Manuel Husson     | Erik Schäffler          |
| Georges Mutter  | Tatiana Werner    | Simona Pahl             |
| Georges Vater   | Olivier Lefebvre  | Martin Sabel            |
| Laetitias Vater | Raphaël Porcheron | Oliver Böttcher         |
| Mathilde        | Mathilde Cartoux  | Julia Brand             |

## Produktion
Die Produktion nahm sieben Jahre in Anspruch. Die Dreharbeiten fanden 2014 statt und wurden vom  dänischen Filmregisseur Lars von Trier unterstützt. Dreharbeiten fanden auch in Berlin statt. Die Regisseurin gab an, ihre eigenen Erfahrungen verarbeitet zu haben. Als Teenagerin habe sie an Nacktbadestränden in Ibiza verweilt. Sie wolle zeigen, dass Nacktheit nicht notwendigerweise mit Sex verbunden ist. Auch wenn die Partys im Film sexualisiert sind, erscheine die Nacktheit natürlich.

## Rezeption
Timo Wolters lobte die Glaubwürdigkeit der Darsteller. Die erotischen Szenen seien nicht zur Anregung des Zuschauers inszeniert, der Film damit kein Porno und keine Hommage an David Hamilton. Der Film verzichte dankenswerterweise auf einen „moralischen Zeigefinger“.
Sophie Charlotte Rieger kritisierte dagegen die negative Grundhaltung des Films. Sie warf der Regisseurin vor, den Zuschauer pädagogisch belehren zu wollen. Des Weiteren komme die feministische Sicht zu kurz. So seien mehrere Szenen mit Fellatio zu sehen, aber kein Cunnilingus, die weibliche Lust sei nicht erkennbar; George werde für ihre Promiskuität geächtet und sei am Ende auf die Hilfe eines Mannes angewiesen. Der Film offenbare so seine konservative Ausrichtung. Die Moralpredigt weise in die falsche Richtung „denn nicht Sex ist das Problem, sondern mangelnde Aufklärung“. Dies betreffe nicht nur Geschlechtskrankheiten, sondern auch Medienpädagogik.
Oliver Armknecht merkte an, dass der erwartete Schockeffekt ausbliebe; das Treiben der Jugendlichen sei aus moralischer und visueller Sicht längst alltäglich. Eva Husson begegne den Protagonisten mit Verständnis. Die Schauspieler seien überzeugend, jedoch gelinge es dem Film nicht, den eigenen Anspruch zu erfüllen, da er auf der Stelle bleibe und eine sich „steigernde Intensität“ vermissen lasse.
Das Lexikon des internationalen Films kritisiert: „Hochglanzbilder und talentierte Nachwuchsdarsteller können nicht überdecken, dass es dem Film an überzeugenden Charakteren und einer originellen Auflösung fehlt.“

## Auszeichnungen
Les Arcs Film Festival 2015
- Auszeichnung mit dem Preis der Jury
- Auszeichnung mit dem Preis der Jugend-Jury
- Auszeichnung für die beste Musik (White Sea)
- Auszeichnung mit dem Cineuropa-Preis
- Nominierung für den Crystal Arrow (Eva Husson)

Toronto International Film Festival 2015
- Nominierung in der Kategorie Platform (Eva Husson)

London Film Festival 2015
- Nominierung für das beste Erstlingswerk (Eva Husson)

Festival du film francophone d'Angoulême 2015
- Nominierung im Wettbewerb

Jerusalem Film Festival 2016
- Nominierung für den FIPRESCI-Preis (Eva Husson)

Manaki Brothers Film Festival 2016
- Auszeichnung mit der Bronze Camera 300 (Mattias Troelstrup)

Prix Lumières 2017
- Nominierung für den besten Nachwuchsdarsteller (Finnegan Oldfield)